# Azerspace-2/Intelsat 38
Azerspace-2/Intelsat 38 ist ein kommerzieller Kommunikationssatellit der Azercosmos und Intelsat.
Er wurde am 25. September 2018 um 6:38 UTC mit der 100. Ariane-5-Trägerrakete vom Raketenstartplatz Centre Spatial Guyanais (zusammen mit Horizons 3e) in eine geostationäre Umlaufbahn gebracht.
Der dreiachsenstabilisierte Satellit ist mit Ku-Band-Transpondern ausgerüstet und soll von der Position 45° Ost aus Europa, Zentral- und Südasien, den Nahen Osten und die Subsahara-Region mit Fernsehen und Telekommunikationsdienstleistungen versorgen. Für Intelsat soll er Intelsat 12 für die Fernsehübertragung ersetzen. Er wurde auf Basis des Satellitenbusses SSL-1300 der Space Systems Loral gebaut und besitzt eine geplante Lebensdauer von 15 Jahren.